# 4Ever (DVD)
4Ever је четврти ДВД америчке певачице Хилари Даф. Издат је 2006. године само у Италији. На њему се налази концерт са Metamorphosis Tour, који је раније објављен на ДВД-ју Girl Can Rock. Поред тога, садржи и све претходно објављене спотове.

## Концерт
| #   | Назив |
| --- | ----- |
| 1.  |       |
| 2.  |       |
| 3.  |       |
| 4.  |       |
| 5.  |       |
| 6.  |       |
| 7.  |       |
| 8.  |       |
| 9.  |       |
| 10. |       |
| 11. |       |
| 12. |       |
| 13. |       |

## Спотови
| #  | Назив |
| -- | ----- |
| 1. |       |
| 2. |       |
| 3. |       |
| 4. |       |
| 5. |       |
| 6. |       |